# Pseudotephritis vau
Pseudotephritis vau är en tvåvingeart som först beskrevs av Thomas Say 1830.  Pseudotephritis vau ingår i släktet Pseudotephritis och familjen fläckflugor. Inga underarter finns listade i Catalogue of Life.